# Arne Weel
Arne Kaj Frisenborg Weel , född 15 januari 1891 i Århus i Danmark, död 2 oktober 1975 i Frederiksberg i Köpenhamn i Danmark, var en dansk skådespelare och regissör.
Mellan 1921 och 1924 var han gift med skådespelaren Liva Olsen med vilken han fick sonen Jørgen Weel.

## Filmografi (i urval)

### Regi
- 1939 – Folket på Högbogården
- 1941 – Wienerbarnet
- 1944 – De tre skolekammerater

### Roller
- 1910 – Avgrunden
- 1925 – Två konungar
- 1967 – Människor möts och ljuv musik uppstår i hjärtat

## Teater

### Roller (ej komplett)
| År   | Roll                           | Produktion                                                                           | Regi             | Teater                    |
| ---- | ------------------------------ | ------------------------------------------------------------------------------------ | ---------------- | ------------------------- |
| 1918 |                                | Kejsarinnan Maria Théresia Leo Fall, Julius Brammer och Alfred Grünwald              |                  | National Scala, Köpenhamn |
| 1923 |                                | Glada änkan Victor Léon, Leo Stein och Franz Lehár                                   | Nils Johannisson | Oscarsteatern             |
| 1923 |                                | Jungfruburen Alfred Maria Willner, Heinz Reichert, Franz Schubert och Heinrich Berté | Nils Johannisson | Oscarsteatern             |
| 1924 |                                | Grevinnan Mariza Julius Brammer, Alfred Grünwald och Emmerich Kálmán                 |                  | National Scala, Köpenhamn |
| 1926 | Greve Nikodemus von Liebensten | Hjärtekrossaren Hermann Haller och Eduard Künneke                                    | Oskar Textorius  | Oscarsteatern             |